# Näsduksträd
Näsduksträd (även kallat Duvträd eller Spökträd) (Davidia involucrata) är en art i familjen nyssaväxter och är den enda arten i davidiasläktet (Davidia).
Det har sitt naturliga utbredningsområde i de centrala delarna av Kina, bland annat provinserna Hubei och Sichuan. Trädet anses vara ett av de vackraste blommande träden i världen. Det beror på den spektakulära blomningen, som också givit trädet dess trivialnamn. De stora vita högbladen (som innehåller den egentliga blomman) är mycket uppseendeväckande och det ser ut som om trädets grenar är behängda med näsdukar eller duvor. 

## Utseende
Näsduksträdet är ett lövfällande träd vars högsta höjd är ungefär 20 meter. I Sverige når näsduksträdet knappt hälften av detta.  Trädet får en äggrund eller konisk form på grenverket som blir allt mer utpräglad med åldern. Bladen liknar lindens något, de har en hjärtform med utdragen spets, nerverna är mycket tydliga och bladkanten är grovt tandad. Bladfallet på hösten sker sent, i november, utan någon särskild förändring vad gäller höstfärg. Istället är trädet grönt länge, men vid första svårare nattfrosten, fäller det alla blad på en gång.
Blomningen sker i maj-juni. Själva blomman är oansenlig, och består av många små blommor som sitter skyddade av två olika stora högblad. Det ena högbladet är ungefär hälften så stort som det andra. Om man jämför det större högbladet med ett vanligt blad är de väldigt lika. Bladen har samma form och samma tydliga nerver. Det är bara texturen och färgen som skiljer de åt.
Frukten är mogen i oktober, och består av en stenfrukt. Precis som hos valnöten sitter nöten omgiven av fruktkött. Inne i nöten finns 3-6 frön. I Sverige är det inte alltid fröna är grobara (matade).

## Förökning
Näsduksträd dras oftast upp via fröförökning, även om det tar lång tid. Näsduksträdets fröer är nämligen dubbelt sovande (double dormant på engelska) vilket innebär att det behövs två kylperioder med en temperaturhöjning emellan, innan fröämnet gror. Vid plantering på senhösten efter fröerna mognar, kommer det en fröplanta fram först den andra våren efter plantering.
Annan förökning är möjlig, men görs sällan i kommersiell plantskoleuppdragning. Till exempel har man testat att göra avläggare av fröplantor med gott resultat. Sticklingsförökning av främst örtartade växtdelar har också visat sig gå bra vid rätt förutsättningar. Ympning sker emellanåt för att få fram exemplar som blommar tidigare, men eftersom de ändå ympas på fröplantor är den extra kostnaden knappast försvarbar.
Kort sagt, trots att fröförökning av näsduksträd går långsamt är det trots allt mycket enklare än andra alternativ.

## Ståndort
Näsduksträdet trivs i närings- och humusrik jord. Växtplatsen bör vara varm och skyddad, men behöver inte vara i full sol. Näsduksträdet trivs bäst i halvskugga. Tillgång till vatten är viktig, men för mycket vatten i kombination med kyla på senhösten kan vara förödande för trädet. Växtplatsen bör därför vara väldränerad. I Sverige är trädet härdigt i zon 1-2.

## Historia
Näsduksträdet har en mycket intressant historia. Eftersom trädets ursprungliga växtplatser är inre delarna av Kina, var det länge okänt för resten av världen, då Kinas gränser var stängda för västerlänningar under lång tid. Under mitten av 1800-talet öppnades dock gränserna och flera missionärer tog sig till Kina för att övertala invånarna att gå över till den kristna läran. Kineserna var ganska ointresserade, och i alla fall en del av missionärerna insåg detta och började därför titta på naturen i Kina istället. De rapporterade hem om både flora och fauna (bland annat om jättepandan) och det skickades därför mängder av herbariesamlingar och fröer tillbaks till Europa. En av dessa naturintresserade missionärer var Père Armand David, som upptäckte Näsduksträdet och därför kom det också att få bära hans namn (Davidia).
Mot slutet av 1800-talet öppnades Kinas gränser mer för utlänningar, mycket på grund av påtryckningar från de europeiska kolonialmakterna. Växtsamlandet, som var i sin guldålder, var enormt viktigt, inte bara för botaniker och vetenskapsmän, utan även för enskilda plantskolor som utbildade egna växtjägare och skickade ut dem i världen. En av dessa plantskolor var Veitch Nurseries och den person de utbildade och valde att skicka till Kina var en ung man vid namn Ernest Henry Wilson.
E H Wilson anlände till Kina mitt under Boxarupproret, då kineserna var som mest ogästvänliga och ilskna mot västerlänningar. Det stoppade dock inte Wilson, som under en strapatsrik resa tog sig till det inre av Kina och letade upp den exakta växtplatsen som Armand David hade rapporterat om, bara för att finna att trädet huggits ned och ett hus byggts på dess plats.
Näsduksträdet var Wilsons huvuduppgift att leta upp i Kina. Plantskolechefen Harry Veitch hade specifikt bett Wilson att inte öda tid på annat än just näsduksträdet, eftersom han trodde det mesta av värde ur Kinas flora redan hade introducerats i Europa.
Wilson gav dock inte upp utan fortsatte att samla andra växter, och bland annat kopparlönn (Acer griseum) upptäcktes under hans resa. Under sitt samlande hittade Wilson trots allt en grupp näsduksträd, som han några månader senare kunde samla frön från, och skicka tillbaks till sin uppdragsgivare. 
Totalt stannade Wilson tre år i Kina. När han återvände till Europa fick han dock reda på att han trots allt inte hade varit först med att introducera näsduksträdet i västvärlden. En missionärskollega till Armand David, Paul Farges, hade skickat en liten omgång davidiafrön till fröplantskolan Vilmorin, som försökt dra upp dem. Efter flera år dök det upp en fröplanta hos dem.
Veitchs plantor visade sig dock skilja sig något från plantan från Vilmorin. Bladundersidan var hårig eller hårlös. Därför brukar man prata om två varieteter.

## Varieteter
Två varieteter kan urskiljas:
- Davidia involucrata (Wilsons planta) - som har fint håriga bladundersidor på mogna blad.
- Davidia involucrata var. Vilmoriniana (från Vilmorins fröplantage)- som har kala bladundersidor på mogna blad.

För vanliga trädgårdsägare är skillnaderna ytterst små och knappast något man lägger märke till. De allra flesta näsduksträden i odling idag är av varieteten Vilmoriniana. Det är oklart varför det kommer sig. Möjligen har Vilmoriniana en bättre härdighet.

## Synonymer
var. involucrata
Davidia laeta Dode.
Davidia tibetana David
Davidia involucrata subsp. vilmoriniana (Dode) J. Holub.
Davidia vilmoriniana Dode
- Wikimedia Commons har media som rör Näsduksträd.